# Restaurace U Vejvodů
Restaurace U Vejvodů se nachází v převážně renesančním domě stejného názvu na pražském Starém Městě. Založil ji zde roku 1909 malíř Karel Ludvík Klusáček. Umělec také celý dům jako cennou kulturní památku zrestauroval a zachránil před demolicí. 

## Předválečná historie
Dům nese jméno někdejšího majitele, jímž byl pražský primátor Jan Václav Vejvoda ze Stromberka. Již v roce 1406 je zde doložena nákladnická (tj. pivovarská) živnost, která se do domu
v průběhu staletí několikrát vrátila. Mezi hosty místního hostince neměli chybět Karel Havlíček Borovský, František Palacký či malíř František Xaver Tkadlík.
Pivovar v místě fungoval pravděpodobně až do počátku 19. století. Karel L. Klusáček chátrající dům U Vejvodů zakoupil roku 1908. Umělec tehdy působil jako místostarosta a též předseda výtvarného odboru Umělecké besedy, přičemž předpokládal, že se dům stane centrem tohoto spolku. Po rozkmotření s Besedou stavbu opravil na vlastní náklady. Aby vzniklé dluhy splatil, založil zde pivnici, jedno z prvních pražských kin, kabaret, či společenské a spolkové místnosti. Přivedl k Vejvodům bohatý kulturní život a díky přátelům v uměleckých kruzích se restaurace stala častým místem jejich schůzek, sedávali zde např. Mikoláš Aleš, František Ženíšek, Josef Gočár, Bohumil Kubišta, Vilém Amort nebo Jakub Obrovský. Do kabaretu U Vejvodů chodili a příležitostně v něm vystupovali také Jaroslav Hašek, Emil Artur Longen, Václav Wasserman nebo František Kovářík.

## Poválečná historie
Za druhé světové války i v prvních letech socialismu v restauraci fungovala válečná, později lidová jídelna. V polovině 60. let prošel podnik rozsáhlou rekonstrukcí, v 80. letech však znatelně chátral, ač si stále udržoval bohatou klientelu. Mezi hosty nechyběli např. básník Václav Hrabě, a před svou emigrací též hudebník a spisovatel Jaroslav Hutka nebo spisovatel Jaroslav Marek, jenž si podle názvu hostince zvolil umělecký pseudonym Jaroslav Vejvoda. Kino v této době již fungovalo pouze pro soukromé či schvalovací projekce, později zcela zaniklo. Po sametové revoluci se podnik vrátil do soukromého vlastnictví, koncem roku 1997 byl uzavřen a celý objekt prošel zásadní přestavbou a modernizací. Nová podoba restaurace (do níž byly zahrnuty i prostory někdejšího kinosálu) je od té doby více orientovaná na turistický ruch. Historii domu a hostince podrobně zpracoval spisovatel Lukáš Berný v knize Kde pijí múzy 2 – Ze Starého na Nové Město (2015).

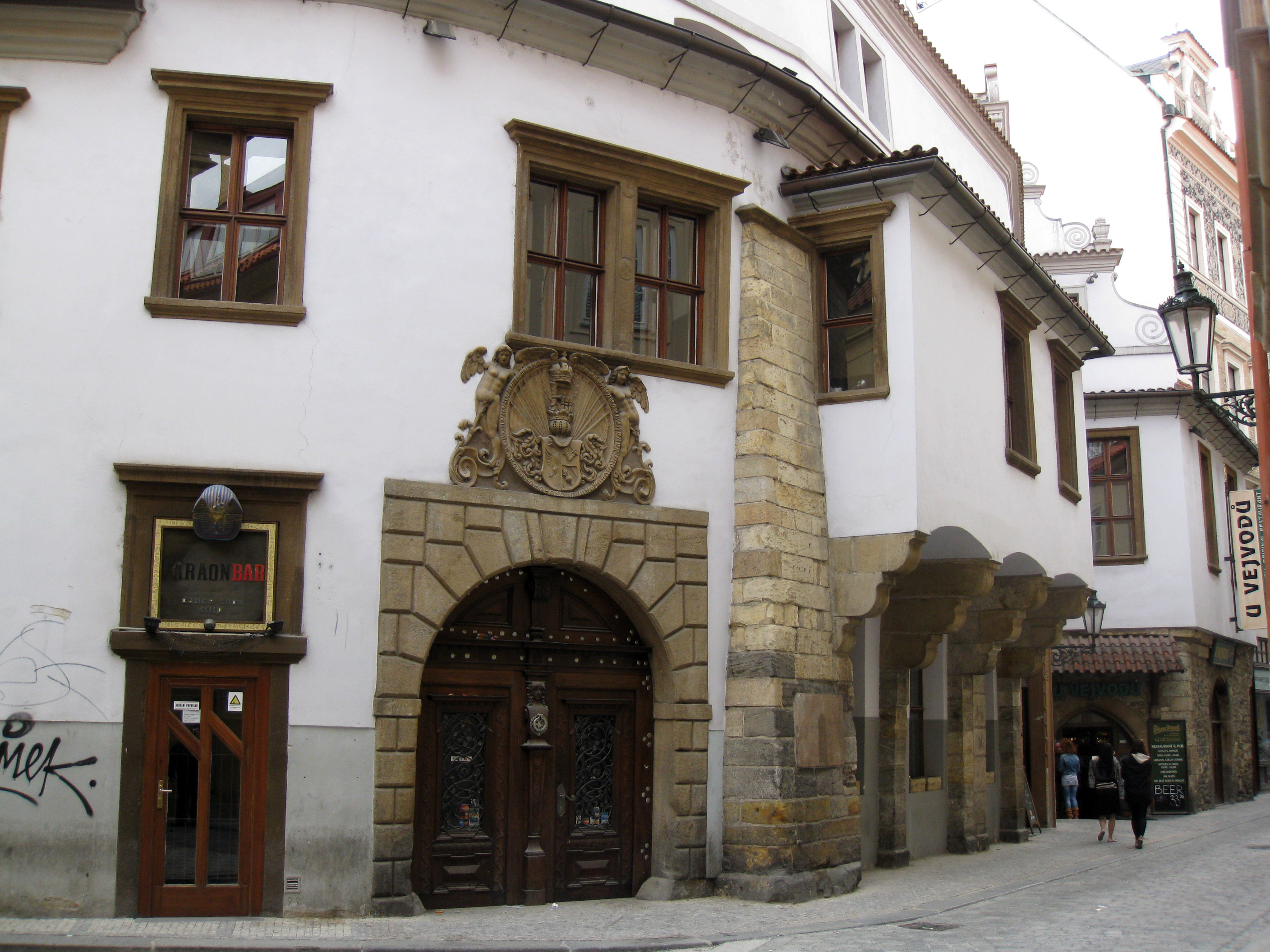
Průčelí U Vejvodů
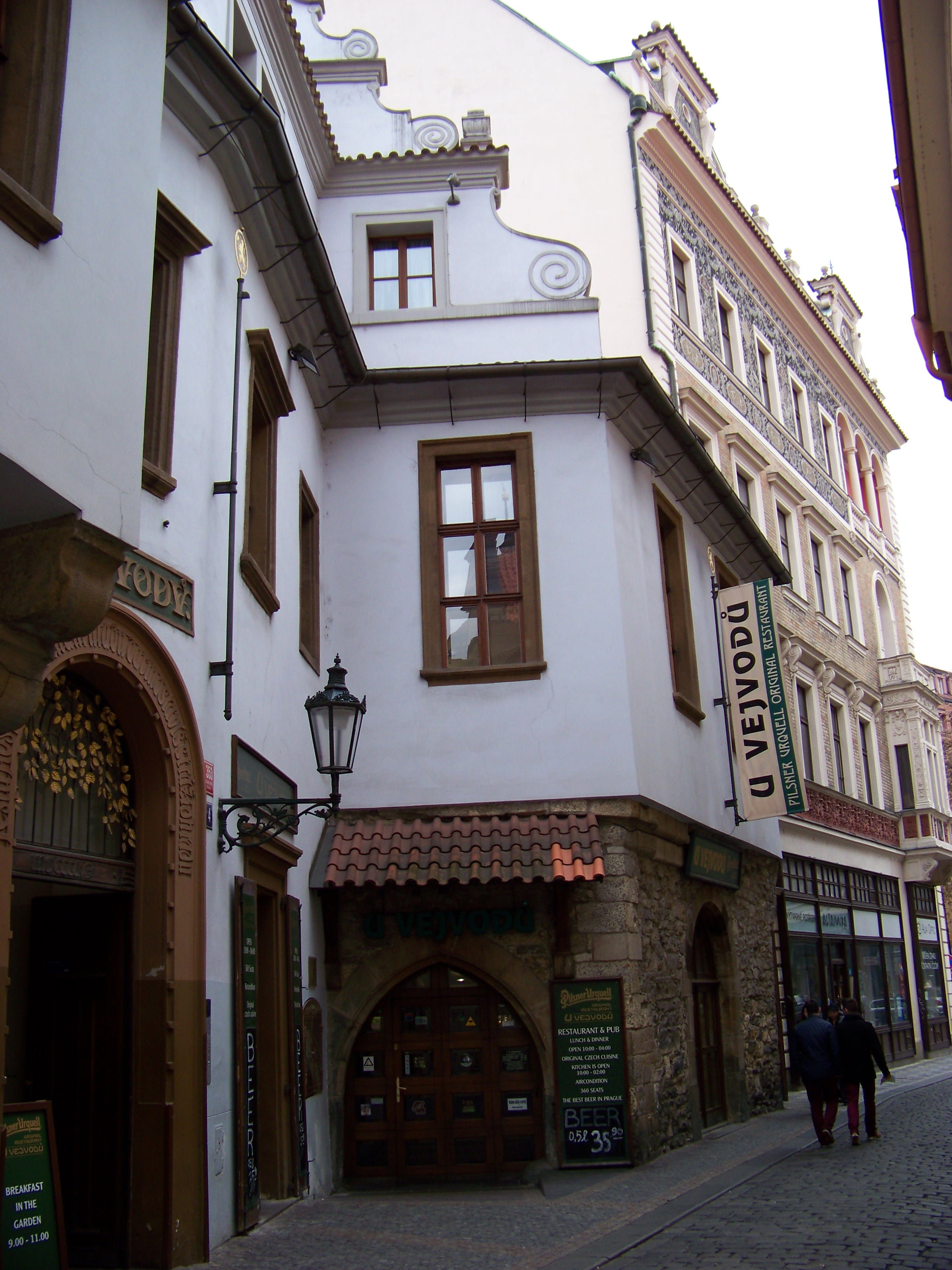
Dům U Vejvodů
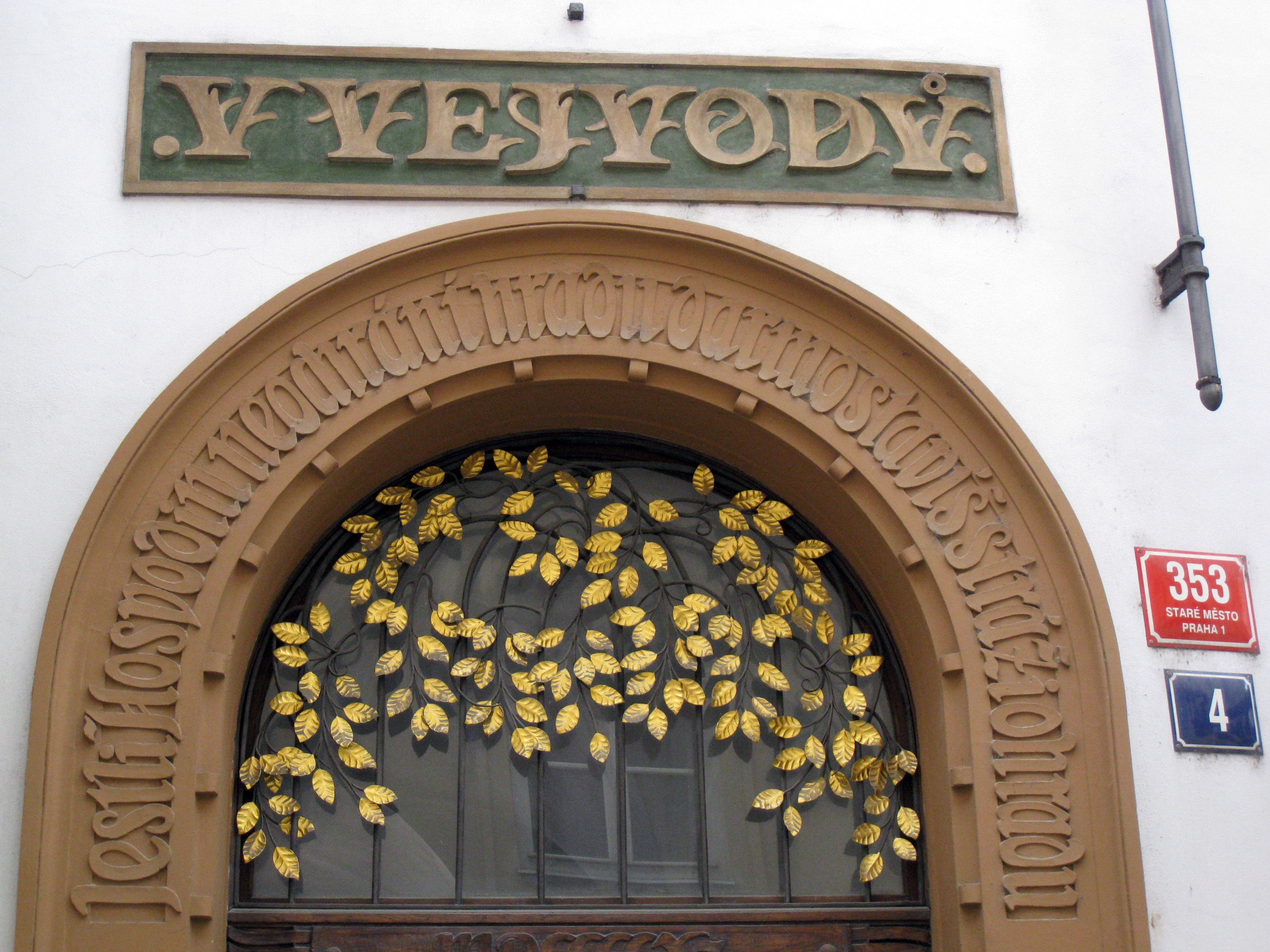
Logo podniku
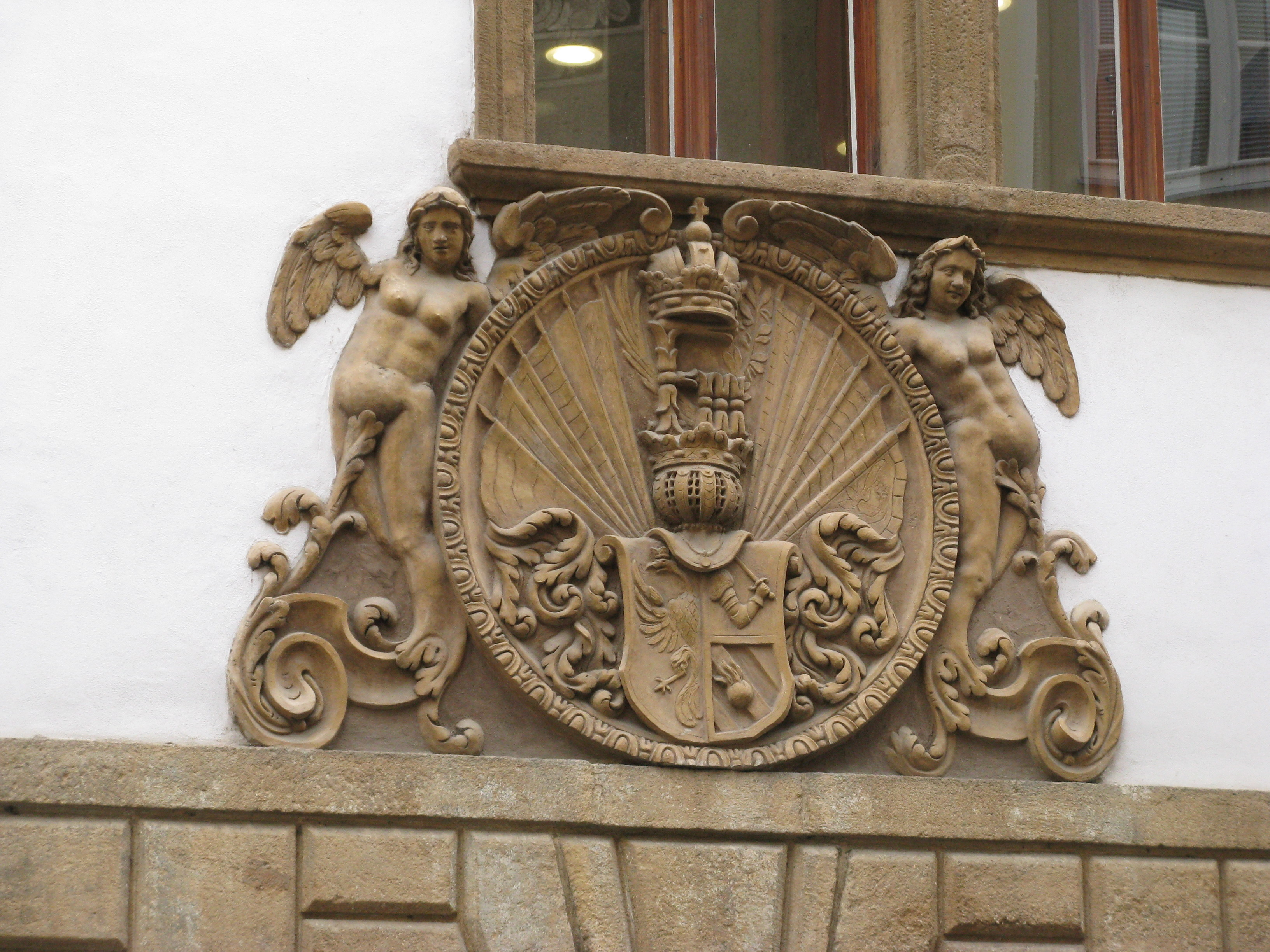
Domovní štít
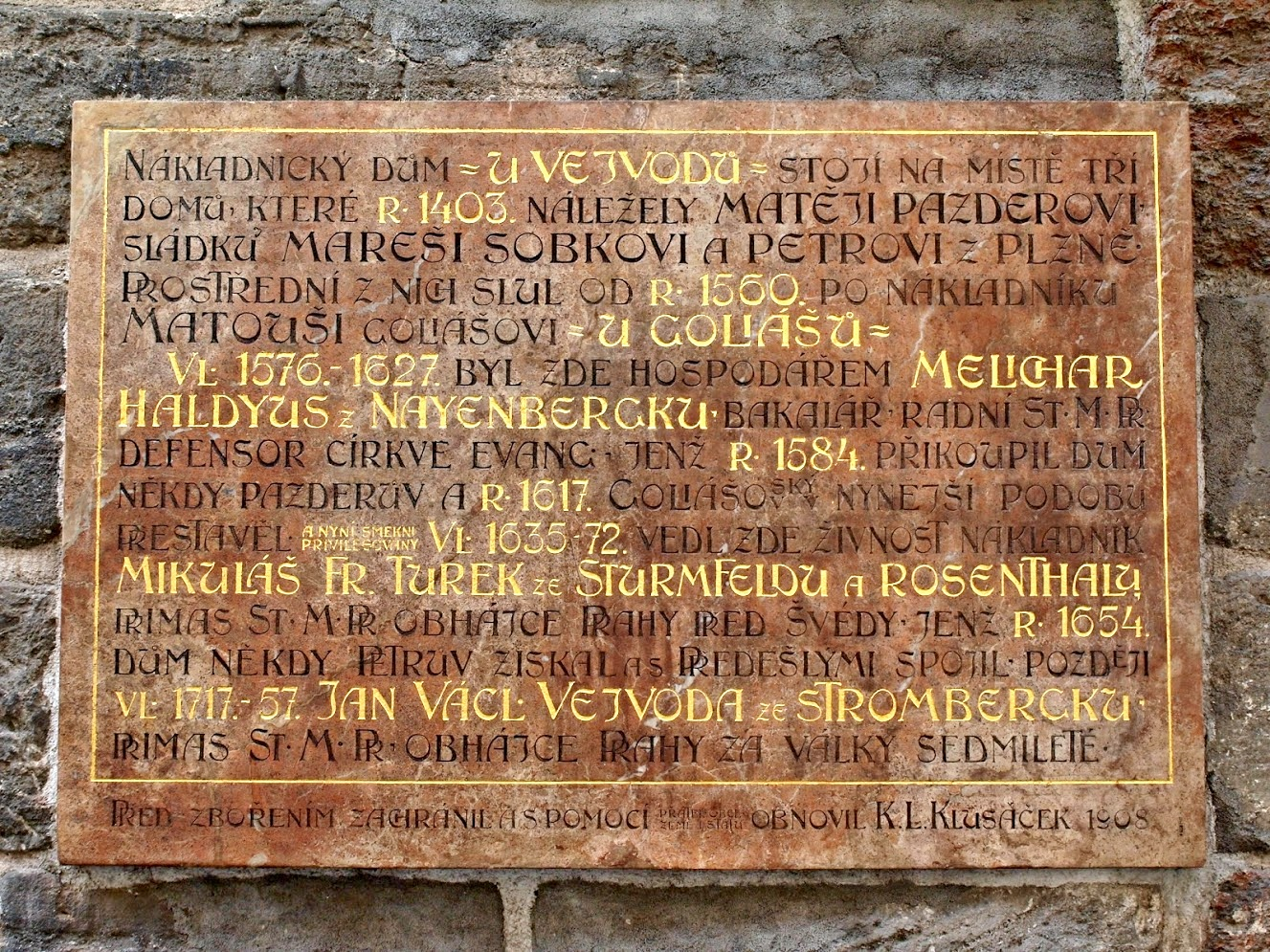
Pamětní deska na domě